# Рімас Куртінайтіс
Рімас Куртінайтіс (лит. Rimas Kurtinaitis; нар. 15 травня 1960) — колишній радянський та литовський баскетболіст, захищав кольори радянської, а згодом литовської національних збірних команд з баскетболу. Рімас здобув золоту медаль на Олімпійських іграх 1988 року в Південній Кореї. 
Починаючи з 2002 року працює баскетбольним тренером.